# Siegmund
Siegmund är en stor tenorroll i Wagners opera Valkyrian. 
Siegmund förälskar sig i sin tvillingsyster Sieglinde (sopran) och blir far till hjälten Siegfrid som figurerar i de två operorna Siegfried och Ragnarök vilka avslutar Nibelungens ring.